# Вја Торино II (Торино)
Вја Торино II је насеље у Италији у округу Торино, региону Пијемонт.
Према процени из 2011. у насељу је живело 54 становника. Насеље се налази на надморској висини од 220 м.